# St. Clair (Míchigan)
St. Clair es una ciudad ubicada en el condado de St. Clair en el estado estadounidense de Míchigan. En el Censo de 2010 tenía una población de 5485 habitantes y una densidad poblacional de 586,97 personas por km².

## Geografía
St. Clair se encuentra ubicada en las coordenadas 42°49′36″N 82°29′33″O / 42.82667, -82.49250. Según la Oficina del Censo de los Estados Unidos, St. Clair tiene una superficie total de 9.34 km², de la cual 7.59 km² corresponden a tierra firme y (18.76%) 1.75 km² es agua.

## Demografía
Según el censo de 2010, había 5485 personas residiendo en St. Clair. La densidad de población era de 586,97 hab./km². De los 5485 habitantes, St. Clair estaba compuesto por el 97.12% blancos, el 0.29% eran afroamericanos, el 0.22% eran amerindios, el 0.88% eran asiáticos, el 0% eran isleños del Pacífico, el 0.33% eran de otras razas y el 1.17% pertenecían a dos o más razas. Del total de la población el 1.57% eran hispanos o latinos de cualquier raza.